# Skeppsmätning
Skeppsmätning innebär att man efter fastställda regler mäter ett fartyg och beräknar dess volym eller dräktighet (tonnage).
Uppgifter om fartygs dräktighet används i många sammanhang till exempel vid beräkning och fastställande av fyr- och båkavgifter, hamnavgifter, avgifter för kanalpassager, försäkringspremier samt bemanning.
Vidare används dräktighet i många olika statistiska sammanhang samt vid tillämpning av internationella överenskommelser som till exempel SOLAS (Safety Of Life At Sea).
Under lång tid användes flera olika system för skeppsmätning även om samtliga tillämpade regelverk baserades på de metoder som redan år 1854 anvisats av en arbetsgrupp tillsatt av det brittiska handelsministeriet (Board of Trade).

## Antagandet av internationell konvention 1947
Det fanns stora skillnader mellan de olika tidigare regelverken, behov fanns för att utarbeta att ett enhetligt internationellt skeppsmätningssystem. Vid en konferens i Oslo år 1947 antogs sålunda en internationell konvention angående skeppsmätningsregler, som med vissa tillägg och ändringar varit aktuell från ikraftträdandet från och med den 1 januari 1955.
1947 års skeppsmätningsregler kommer ej att behandlas i denna text.

## Antagandet av ny internationell konvention 1969
International Maritime Organization förkortat IMO, tidigare namn IMCO) instiftats 1959 inledde arbetet på en ny konventionstext, som vid en konferens tio år senare antogs. Denna "The International Convention on Tonnage measurement of Ships", 1969, trädde i kraft den 18 juli 1982. Konventionen skall tillämpas på följande fartyg på internationella resor:
- nya fartyg, d.v.s. fartyg som kölsträckts efter konventionens ikraftträdande;
- existerande fartyg, som ändrats så att dräktigheten förändras och sjöfartsmyndigheten funnit att förändringen kan vara väsentlig;
- existerande fartyg om ägaren så begär; och
- alla existerande fartyg inom tolv år efter konventionens ikraftträdande.

Konventionen gäller ej för:
- örlogsfartyg
- fartyg vilkas längd understiger 24 meter; och
- fartyg som uteslutande befar Stora sjöarna, Kaspiska havet eller floderna La Plata, Paraná och Uruguay.

Av ovanstående framgår, att de vid konventionens ikraftträdande existerande fartygen får bibehålla sina efter tidigare tillämpade mätningsregler beräknade dräktigheter under en övergångsperiod av tolv år räknat från den 18 juli 1982.

## 1969 års internationella mätningsregler
1969 års internationella mätningsregler har utformats med tanke på förenkling av arbetet med deras tillämpning och större rättvisa vid deras användning för avgiftsberäkning och storleksgradering av säkerhetskrav och liknande.
Enligt det nya systemet mäts alla mått till mallade linjer varigenom användning av ritningar vid uppmätningen underlättas. Används beräkning med dator för andra ändamål, till exempel stabilitetsberäkningar, kan de föreskrivna volymerna lätt erhållas med hjälp av ett enkelt tilläggsprogram. Genom att höjden av spant respektive bottenstockar, dubbelbotten, garnering samt däckets utformning ej längre inverkar på mätningsresultaten. När det finns föreskrifter om uteslutningar och avdrag kan konstruktören utforma fartygen utan att behöva snegla på skeppsmätningsreglerna. shelterdäcks-konceptet och därmed mätmärket har ej inkluderats i de nya reglerna.
Liksom tidigare skall två storleksuppgifter för fartygens dräktighet anges, brutto- och nettodräktighet, vilka båda är volymuppgifter. Volymenheten registerton är emellertid avskaffad. Den nya enheten är en funktion av volymen uttryckt i kubikmeter, vilken innebär att fartygs brutto- och nettodräktighet anges i dimensionslösa tal.

### Bruttodräktighet
Den nya bruttodräktigheten är ett användbart mått på fartygs totala storlek och ger möjlighet till en rättvisande jämförelse mellan fartyg av olika typer och storlekar.
Bruttodräktigheten baseras på den totala mallade volymen av fartygets alla slutna utrymmen uttryckt i kubikmeter och beräknas genom formeln:
Bruttodräktigheten= {\displaystyle KlxV} (V = Mallad Volym) 
där 
{\displaystyle K1=0.2+0.02log10V}
Koefficienten K1 är utformad så att dräktigheten blir så nära lika med bruttodräktigheten enligt förutvarande regler som möjligt.
Såsom tidigare noterats skall alla slutna utrymmen inkluderas i bruttodräktigheten. I princip har reglerna för trafik på Panamakanalen varit förebild för gränsdragningen mellan det yttre och inre av fartyget. Bestämmelserna kan synas vara komplicerade men principen är enkel, endast verkligt öppna rum utesluts vid beräkningen. Detta poängteras särskilt genom att öppet utrymme behandlas som slutet om:
- utrymmet är inrett med hyllor eller andra anordningar för last eller förråd;
- öppningarna är försedda med någon form av tillslutnings anordning; eller
- konstruktionen är sådan att den möjliggör tillslutning av öppningen.

### Nettodräktighet
Den nya nettodräktigheten är ett mått på fartygets nyttiga volym och är oberoende av andra faktorer än lastrumsvolym och passagerare antal. Besättningsutrymmen, förrådsrum, barlasttankar, maskinrum, etc går fria.
För fartyg som för mindre än tretton passagerare bestäms nettodräktigheten genom formeln:
Nettodräktigheten={\displaystyle K2xVc(4d/3D)^{3}} där {\displaystyle K2=0.2+0.02log10Vc} och Vc= totala mallade volymen av fartygets alla lastutrymmen i kubikmeter.
d= största tillåtna mallade djupgåendet (till sommarmärket)
D= malldjupet till övre däcket.
Koefficienten K2 är utformad så att dräktigheten skall bli så nära lika med nettodräktigheten enligt förutvarande regler som möjligt.
För passagerarfartyg tillkommer en särskild korrektionsterm så att den fullständiga formeln för nettodräktigheten blir:
Nettodräktigheten= {\displaystyle K2xVc(4d/3D)^{3}+K3(N1+N2/10)}
där 
K3= 1,25(bruttodräktigheten + 10000)/10000
N1= antal passagerare i hytter som ej innehåller mer än 8 kojplatser.
N2= antal andra passagerare.
N1+N2= totala antalet passagerare som fartyget får föra enligt passagerarfartygscertifikatet.
I avsikt att förhindra att vissa specialfartyg skall få en nettodräktighet av noll eller nära noll, har införts en nedre gräns, vilken innebär att nettodräktigheten inte får utgöra mindre än 30% av bruttodräktigheten.
Den lastrumsvolym som skall användas i formeln för netto-dräktigheten är totala mallade volymen av i bruttodräktigheten inräknade slutna rum som används för transport av last som lossas från fartyget. Lastrummen skall permanent märkas med bokstäverna CC. Märkningen är avsedd att underlätta kontroller av att last endast förs i inräknade utrymmen.
Liksom tidigare kan fartyg ges en alternativ nettodräktighet, men förändringar av parametrarna i formeln för nettodräktighet och/eller ändringar av fribordsmärkningen som resulterar i en minskning av nettodräktigheten får ej göras oftare än en gång om året. Då det gäller ändringar som medför ökning av dräktigheten eller då konstruktionsförändringar som bedöms vara väsentliga utförs finns inga motsvarande tidsgränser. Vad som skall anses vara konstruktionsförändringar av väsentlig art har respektive lands sjöfartsmyndighet, till exempel för Sverige Sjöfartsverket att avgöra.

## Mätbrev
Då ett fartyg vederbörligen har mätts och dräktigheten beräknats, utfärdas ett internationellt mätbrev (International Tonnage Certificate) av sjöfartsmyndigheten.
I mätbrevet anges förutom fartygets dräktighet samt även dess igenkänningsmått. Enligt 1969 års skeppsmätningsregler är igenkänningsmåtten följande:
- Längd, som är samma som fribordslängden.
- Bredd, som är lika med mallbredden.
- Djup, som är lika med malldjupet.
- Djupgående, som är det största tillåtna mallade djupgåendet (till sommarmärket) enligt nationell eller internationell föreskrift.

Mätbrev upphör att gälla och skall av sjöfartsmyndigheten återkallas om ett fartyg ändras så att brutto- eller nettodräktigheten ökar. Ändringen kan avse arrangemang, konstruktion, rymd eller användning av utrymmen, största tillåtna antal passagerare eller största tillåtna djupgående.
Samma gäller då fartyget byter flagg, dock får fartyget därvid behålla det existerande mätbrevet under en tid av högst tre månader för att ge den nya sjöfartsmyndigheten tid att utfärda ett nytt mätbrev.
Kontroll i utländska hamnar skall begränsas till att fastställa om fartygets viktigaste karaktäristika överensstämmer med uppgifterna i mätbrevet. Finner den kontrollerande myndigheten att brutto- eller nettodräktigheten borde ökas skall myndigheten i fartygets hemland underrättas.